# Gare de Courrière
La gare de Courrière est une ancienne gare ferroviaire belge de la ligne 162, de Namur à Sterpenich (frontière du Luxembourg), située à Courrière sur le territoire de la commune d'Assesse, dans la province de Namur en Région wallonne.
C'est aujourd'hui une halte ferroviaire de la Société nationale des chemins de fer belges (SNCB).

## Situation ferroviaire
Établie à 270 m d'altitude, la gare de Courrière est située au point kilométrique (PK) 14,00 de la ligne 162, de Namur à Sterpenich (frontière du Luxembourg), entre les gares de Sart-Bernard et Assesse.

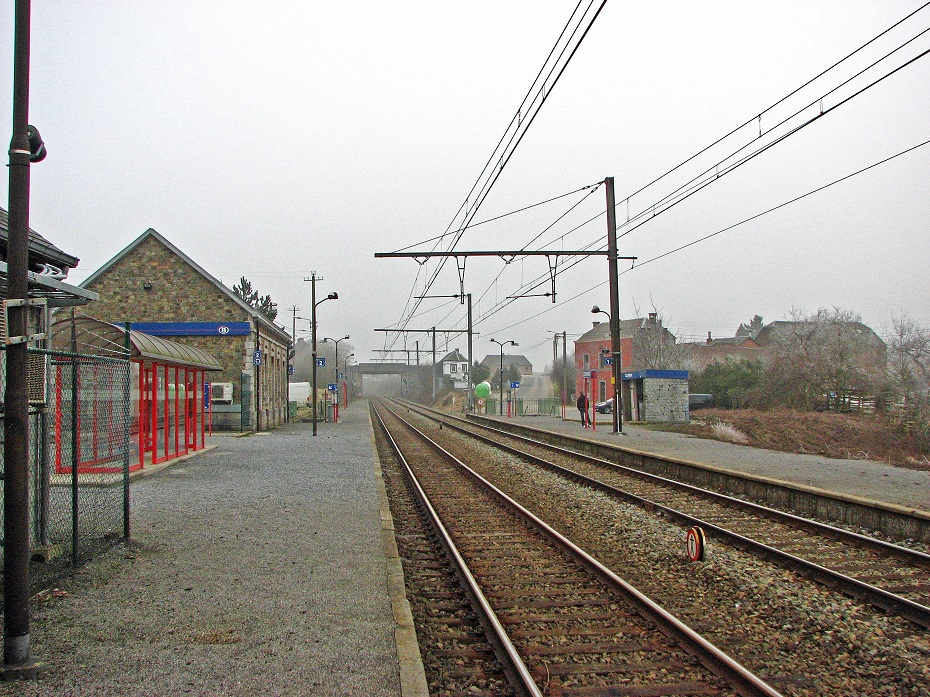
L'intérieur de la gare avec les voies, les quais et l'ancien bâtiment voyageurs.

## Histoire
La ligne de Namur à la frontière du Luxembourg est mise en service par sections en 1858 par la Grande compagnie du Luxembourg. La section de Namur à Ciney, qui passe près de Courrière, est livrée à l'exploitation le 15 mai 1858 de même que les stations d'Assesse et de Naninne. En 1867 il n'y a ni gare ni halte à Courrière, Assesse est le seul arrêt du chemin de fer à proximité.
La gare de Courrière est finalement créée le 15 août 1881 par les Chemins de fer de l'État belge. En 1893-1894, on réalise un bâtiment de recettes.
Ce bâtiment est quasi identique à celui de la gare de Spontin. Sa façade est réalisée uniquement en pierre (avec quelques petits ornements en brique) et munie d’encadrements en pierre plus claire. Elle ressemble aux gares de plan type 1881 (notamment au niveau des dimensions du corps central à deux étages et de l'aile de service à toit plat). Mais elle se distingue, outre sa façade, par l'emploi de linteaux droits en pierre surmontés d'arcs de décharge en pierre, richement ornés, et la présence de baies géminées au pignon du corps central. Outre le corps central et l'aile de service, réservés au chef de gare et à sa famille, la gare comporte une aile basse de cinq travées sous bâtière servant de salle d'attente et munie d'une marquise.
La fermeture du bâtiment aux voyageurs a entraîné la démolition du corps central et de l'aile de service. L'aile basse a été sauvegardée et sert désormais de bureau pour le CPAS local.

## Service voyageurs

### Accueil
Halte de la SNCB, c'est un point d'arrêt non gardé (PANG). Elle dispose de deux quais avec abris. Le passage en sécurité d'un quai à l'autre se fait par un passage souterrain.

### Desserte
Courrière est desservie, toutes les heures en semaine et toutes les deux heures le week-end, par des trains L qui assurent des missions entre Namur et Ciney.
Cette desserte régulière est renforcée en semaine par des trains supplémentaires : le matin, un train P de Namur à Ciney et deux de Ciney à Namur ; l’après-midi, trois trains P de Namur à Ciney et un de Ciney à Namur.

### Intermodalité
Un parking est aménagé à proximité de l'arrêt. Le site est desservi par des bus du réseau TEC Namur-Luxembourg.

## Comptage voyageurs
Ce graphique et tableau montre le nombre de voyageurs embarquant en moyenne durant la semaine, le samedi et le dimanche.
| Nombre de passagers qui embarquent à la gare de Courrière | Nombre de passagers qui embarquent à la gare de Courrière | Nombre de passagers qui embarquent à la gare de Courrière | Nombre de passagers qui embarquent à la gare de Courrière |
|                                                           | Semaine                                                   | Samedi                                                    | Dimanche                                                  |
| --------------------------------------------------------- | --------------------------------------------------------- | --------------------------------------------------------- | --------------------------------------------------------- |
| 1977                                                      | 358                                                       | 62                                                        | 53                                                        |
| 1978                                                      | 302                                                       | 53                                                        | 25                                                        |
| 1979                                                      | 258                                                       | 64                                                        | 37                                                        |
| 1980                                                      | 377                                                       | 69                                                        | 33                                                        |
| 1981                                                      | 388                                                       | 62                                                        | 41                                                        |
| 1982                                                      | 330                                                       | 56                                                        | 54                                                        |
| 1983                                                      | 266                                                       | 63                                                        | 43                                                        |
| 1984                                                      | 274                                                       | 26                                                        | 24                                                        |
| 1985                                                      | 453                                                       | 45                                                        | 26                                                        |
| 1986                                                      | 293                                                       | 67                                                        | 38                                                        |
| 1987                                                      | 274                                                       | 66                                                        | 54                                                        |
| 1988                                                      | 298                                                       | 45                                                        | 44                                                        |
| 1989                                                      | 218                                                       | 89                                                        | 72                                                        |
| 1990                                                      | 199                                                       | 65                                                        | 44                                                        |
| 1991                                                      | 213                                                       | 70                                                        | 83                                                        |
| 1992                                                      | 203                                                       | 81                                                        | 52                                                        |
| 1993                                                      | 189                                                       | 65                                                        | 44                                                        |
| 1994                                                      | 184                                                       | 41                                                        | 20                                                        |
| 1995                                                      | 227                                                       | 63                                                        | 53                                                        |
| 1996                                                      | 203                                                       | 33                                                        | 31                                                        |
| 1997                                                      | 232                                                       | 47                                                        | 66                                                        |
| 1998                                                      | 201                                                       | 38                                                        | 64                                                        |
| 1999                                                      | 186                                                       | 52                                                        | 24                                                        |
| 2000                                                      | 204                                                       | 38                                                        | 46                                                        |
| 2001                                                      | 190                                                       | 28                                                        | 19                                                        |
| 2002                                                      | 69                                                        | 10                                                        | 8                                                         |
| 2003                                                      | 169                                                       | 45                                                        | 24                                                        |
| 2004                                                      | 171                                                       | 50                                                        | 28                                                        |
| 2005                                                      | 185                                                       | 39                                                        | 25                                                        |
| 2006                                                      | 206                                                       | 52                                                        | 43                                                        |
| 2007                                                      | 187                                                       | 32                                                        | 28                                                        |
| 2008                                                      | -                                                         | -                                                         | -                                                         |
| 2009                                                      | 181                                                       | 59                                                        | 48                                                        |
| 2010                                                      | -                                                         | -                                                         | -                                                         |
| 2011                                                      | -                                                         | -                                                         | -                                                         |
| 2012                                                      | 196                                                       | 58                                                        | 41                                                        |
| 2013                                                      | 170                                                       | 84                                                        | 46                                                        |
| 2014                                                      | 188                                                       | 49                                                        | 33                                                        |
| 2015                                                      | 138                                                       | 25                                                        | 24                                                        |
| 2016                                                      | 166                                                       | 33                                                        | 33                                                        |
| 2017                                                      | 174                                                       | 48                                                        | 53                                                        |
| 2018                                                      | 200                                                       | 29                                                        | 30                                                        |
| 2019                                                      | 219                                                       | 61                                                        | 40                                                        |
| 2020                                                      | 185                                                       | 33                                                        | 32                                                        |
| 2021                                                      | -                                                         | -                                                         | -                                                         |
| 2022                                                      | 305                                                       | 72                                                        | 90                                                        |
| 2023                                                      | 291                                                       | 78                                                        | 95                                                        |
| 2024                                                      | 299                                                       | 74                                                        | 54                                                        |